# Besate
Besate ist eine Gemeinde mit 2059 Einwohnern (Stand 31. Dezember 2023) in der Metropolitanstadt Mailand, Region Lombardei.
Die Nachbarorte von Besate sind Morimondo, Vigevano (PV), Casorate Primo (PV) und Motta Visconti.

## Bevölkerungsentwicklung
Besate zählt 780 Privathaushalte. Zwischen 1991 und 2001 stieg die Einwohnerzahl von 1507 auf 1729. Dies entspricht einem prozentualen Zuwachs von 14,7 %.

## Persönlichkeiten
- Anselm von Besate, Kleriker des 11. Jahrhunderts